# 3683 Baumann
3683 Baumann eller 1987 MA är en asteroid i huvudbältet som upptäcktes den 23 juni 1987 av den tyske astronomen Werner Landgraf vid La Silla-observatoriet. Den är uppkallad efter de tyska amatörastronomerna Paul och Helene Baumann.
Asteroiden har en diameter på ungefär 19 kilometer.